# Galeria Nacional da Austrália
A Galeria Nacional da Austrália é a principal galeria e museu de arte na Austrália, com mais de 120 mil obras de arte. Foi criada em 1967 pelo governo australiano como uma galeria de arte pública nacional.